# Schloss Herrenberg

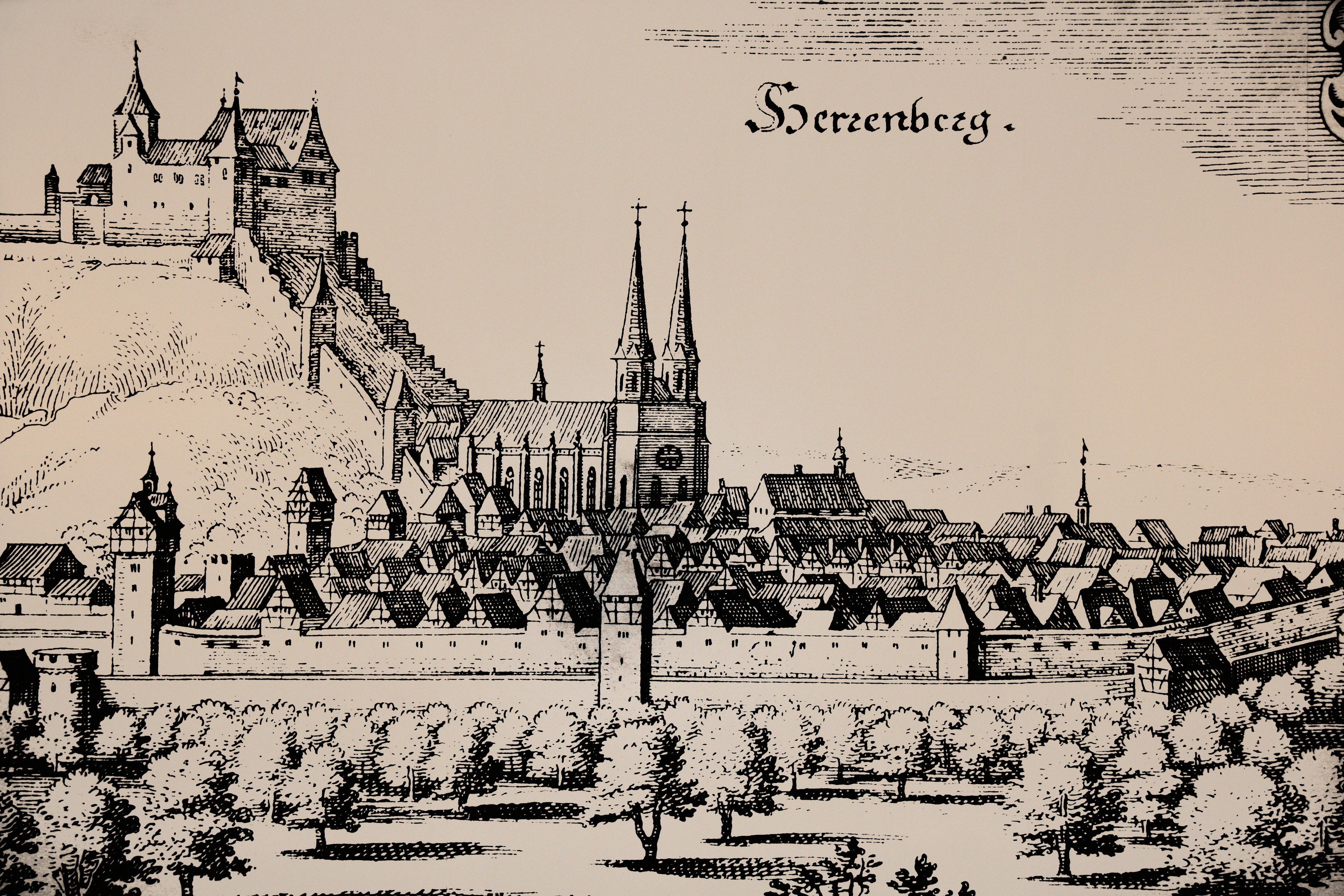
Merianstich im Herrenberger Rathaus (Ratssaal), entstanden vor dem Stadtbrand von 1635; links das Schloss, mittig die Stiftskirche

Das Schloss Herrenberg befand sich auf dem Schlossberg in Herrenberg im heutigen Landkreis Böblingen in Baden-Württemberg. Die erste urkundliche Erwähnung des einstigen Schlosses stammt aus dem Jahr 1220.
Erhalten sind noch Ruinen, Mauerreste und ein Keller des früheren Herrenhauses, der 1957 in eine Gaststätte einbezogen wurde. Vorhanden sind auch Überreste der Westzwingeranlage. Außerdem gibt es den Schlossbergturm, der auf dem Stumpf des einstigen Pulverturms aufbaut; unter dem Turm ist ein Verlies erhalten. Einzelne Beschreibungen, sechs kleine Zeichnungen, Schnitte und Stiche sowie Gemälde, ein ungenauer Festungsplan sowie die Flurkarte sind vorhanden.

## Geschichte

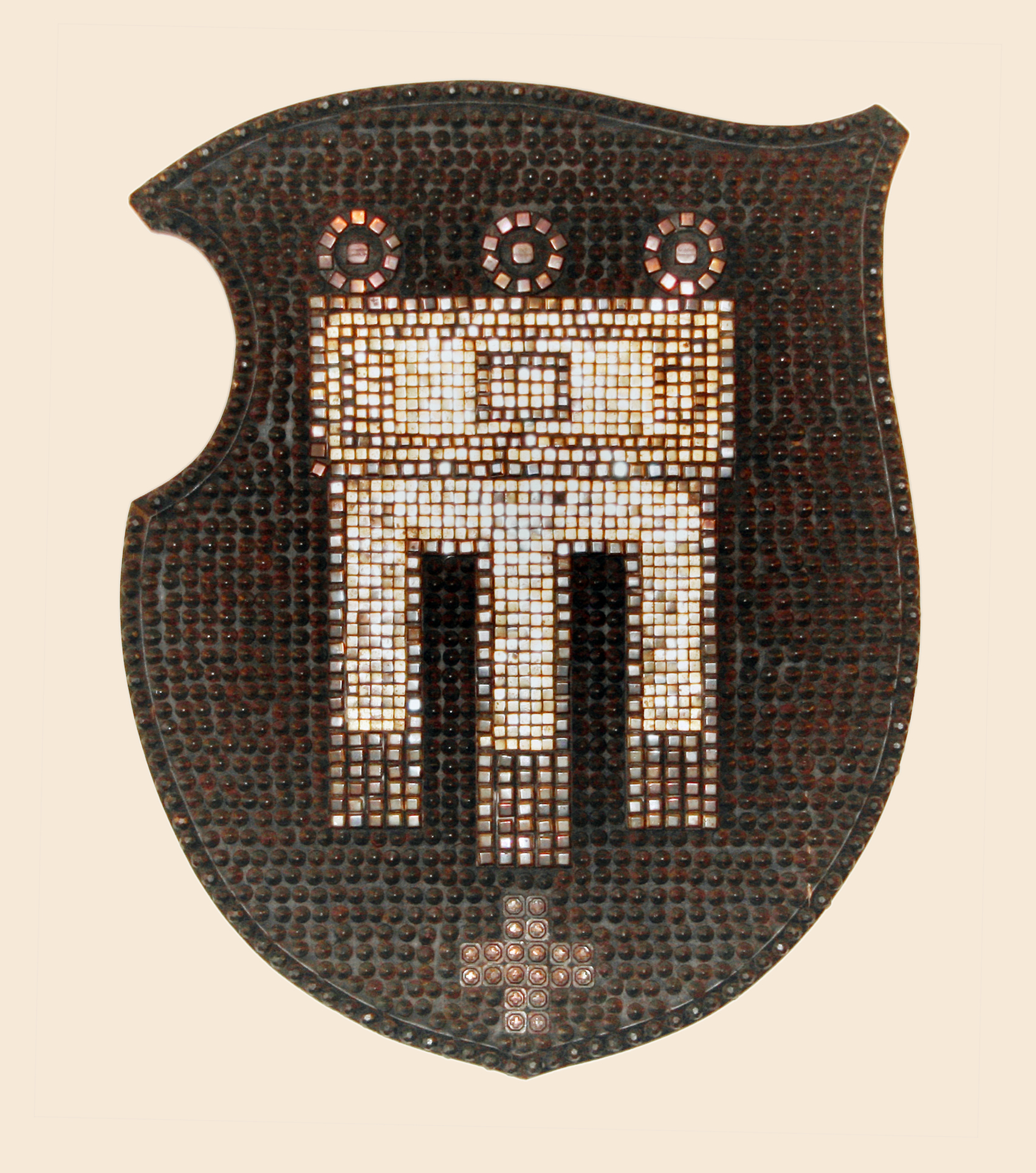
Das Herrenberger Wappen als Gemälde im Ratssaal des Rathauses Herrenberg

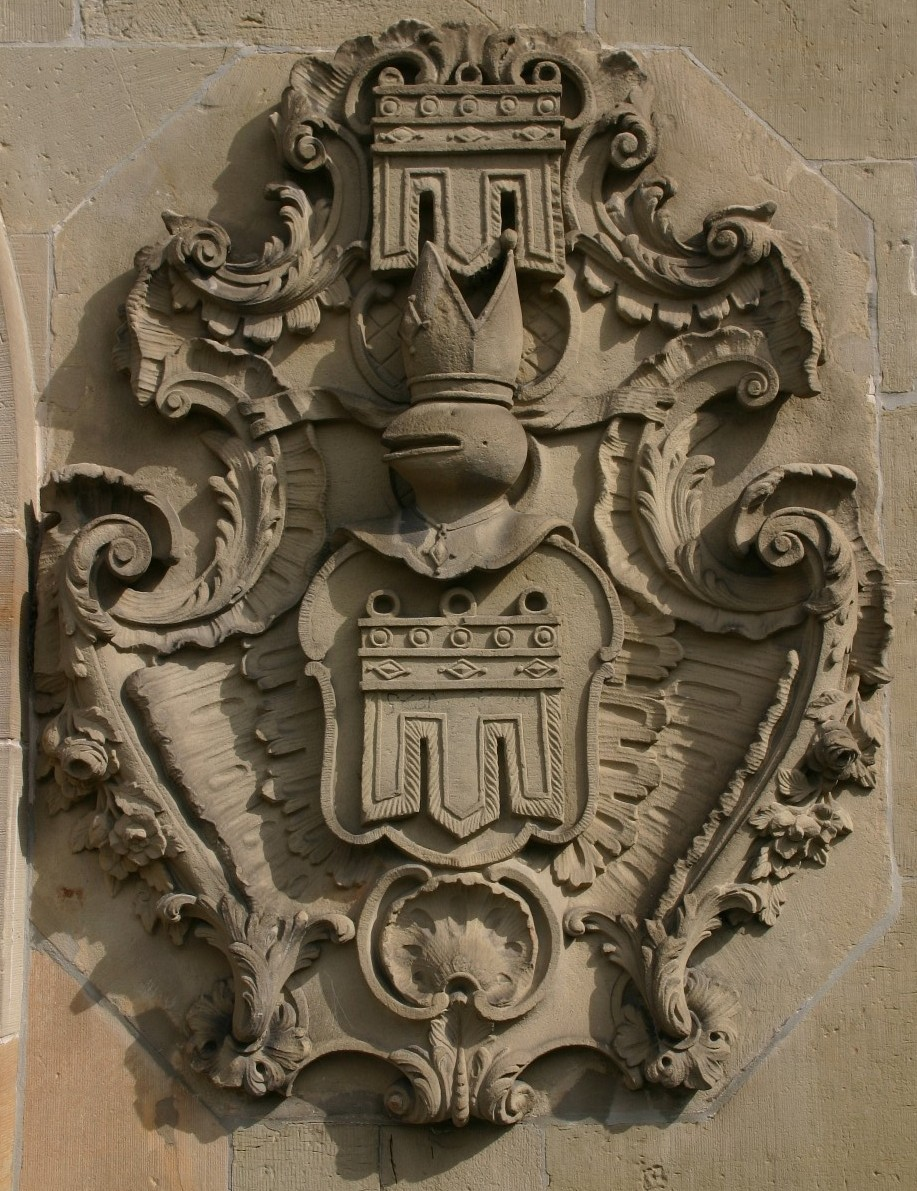
Das Wappen der Stadt, einst am Nufringer Tor angebracht, hängt heute am Rathaus

In Herrenberg, der Name kommt wahrscheinlich von der Wegbeschreibung „…am Graben unter meines Herren Berg“, war der Raum um den Berg schon lange bewohnt. Jäger, Kelten und Römer sowie Alamannen haben die verschiedensten Spuren hinterlassen. Urkundlich beginnt die Geschichte des Pfalzgrafenschlosses im Jahr 1220 mit den Worten in castro nostro Herrenberc, was in unserer Burg Herrenberg bedeutet. In dieser Burg beurkundete Pfalzgraf Rudolf II. am 28. März 1228 einen Gütertausch mit einem Kloster am Bodensee.
Durch die Tübinger Pfalzgrafen (Pfalzgraf Rudolf I. und Rudolf II.) wird eine macht- sowie wirtschaftspolitische Maßnahme durchgeführt. Die alamannischen Gründungen Reistingen und Mühlhausen im Grunde der Ammer werden in kurzer Zeit an den Westhang Herrenbergs umgesiedelt. Dieser Ort wird als befestigte Stadt angelegt.
Durch die gute Ausnutzung der natürlichen Gegebenheiten entstand an der westlichen Hangseite die Festungsstadt Herrenberg mit Bergschloss in einem geschlossenen Mauerverband.
1382 wurde der Besitz der pfalzgräflichen Familie an den Grafen Eberhard II. von Württemberg verkauft. Die alte Hofhaltung lag nun in der Verwaltung des Obervogts von Württemberg. Graf Ludwig I. von Württemberg verschrieb es als Witwensitz für seine Gemahlin Mechthild. Einige Zeit später wurde dies aber abgelöst. Mechthild hatte ihren Witwensitz im Schloss Böbling erhalten.
Das auf der Sandsteinkappe stehende Schloss mit den herrührenden Senkungen und Abrissen führte immer wieder zu großen Schäden. Im Jahr 1470 musste wegen massiven Problemen ein Turm des Schlosses weichen.
Ende des 17. Jahrhunderts hat der damalige württembergische Herzog das Schloss Herrenberg als Jagdaufenthalt bei den Schweins- und Wolfsjagden im Schönbuch bezogen. Jahre später war dem Herrn der Berg zu beschwerlich, sodass er in der Vogtei seine Wohnung wählte.
Auch den Stadtbrand im Jahr 1635 überlebten das Schloss, zusammen mit der Stiftskirche und dem Dekanat als einzige Gebäude. In den Jahren nach dem Brand diente das Schloss ebenfalls nicht mehr als Amtssitz der Obervögte, die nun ihre Geschäfte im Amtshaus der Vogtei durchführten. Somit waren nur noch die Schlosswächter, die das Schloss bezogen.
Bei einem im Jahre 1733 auftretenden Erdbeben litt nicht nur die darunter gelegene Stiftskirche unter der Erschütterung, auch das Schloss sackte um einen halben Meter ab. Durch den Erdrutsch waren auf dem Marktplatz und in den Häusern der Bewohner große Schäden verursacht worden, weswegen die Bewohner die Lust an dem inzwischen baufälligen Anwesen verloren. Auch die Fürsten wollten keine Renovierung durchführen. Der erste württembergische König Friedrich I. verkaufte schließlich im Jahr 1807 das Schloss zum Abbruch. Mehrere Bürger aus der Stadt und der Umgebung hatten Interesse. Der Abbruch wurde vergütet mit dem Wert der gewonnenen Steine, dazu mussten noch 135 Gulden gezahlt werden.
Das Hofkameralamt hat im Februar 1819 den Platz des Schlosses für 100 Gulden verkauft. Zeitweise war auch Stadtschultheiß Kayser in Stuttgart der Besitzer der Fläche, der im zweiten Halbjahr 1837 das ganze Arenal an Carl Ludwig Ruthardt, dem Bruder des Vorbesitzers verkauft. 1841 wurden zum 25-jährigen Regierungsjubiläum von König Wilhelm I. Eichen und Linden auf dem Kanonenbuckel gepflanzt. Die Ruinenreste mit dem ganzen Areal wurden 1865 für 500 Gulden an die Stadt Herrenberg verkauft.
Im Jahr 1880 wurde der ausgebrochene Turmstumpf repariert und zum Aussichtsturm umfunktioniert, 1896 erneut repariert und ein Jahr später wurde eine Panoramakarte mit Albblick von J. Kleinfelder auf der Brüstung montiert. 1912 wurden neugotische Pforten in den Burgmauern eingebaut.
1945 wurden durch Bombentreffer und Artilleriebeschuss schwere Schäden an der Ruine angerichtet. 1957 wurde der Wiederaufbau des westlichen Turmes mit einer großen Spendenaktion durch die Bevölkerung eingeleitet, der zwei Jahre später fertig war. Ebenfalls wurde die Gaststätte Schlosskeller gebaut.

## Heutige Schlossanlage

### Schloss
Das Schloss selbst war mit seinen Einzelgebäuden in dem Hauptbereich auf einem Plateau nahe dem Schlossberggipfel fast im Oval der Bergzunge angeordnet. Lediglich acht Meter an Höhenunterschied ist an der Anlage festzustellen, welche zwischen der Portenschwelle des Zwingers im Westen über eine Staffel und einen kleinen Hofraum beim westlichen Turm bis zum großen Hofplatz überwunden werden mussten. Die Größe der Anlage ist nicht besonderlich. In Ost-West-Richtung misst die Hauptburg im Verband von Schild- und Ringmauer um die 64 Meter, in Nord-Süd-Richtung kommt man auf 36 Meter. Die Gesamtanlage mit Zwinger und Bastei misst in Ost-West-Richtung etwa 92 Meter, in Nord-Süd-Richtung lediglich 44 Meter.
Die Steine zum Bau stammen aus naheliegenden Brüchen und das Bauholz wurde aus dem späteren Stadtwald bezogen.

### Schlossbergturm

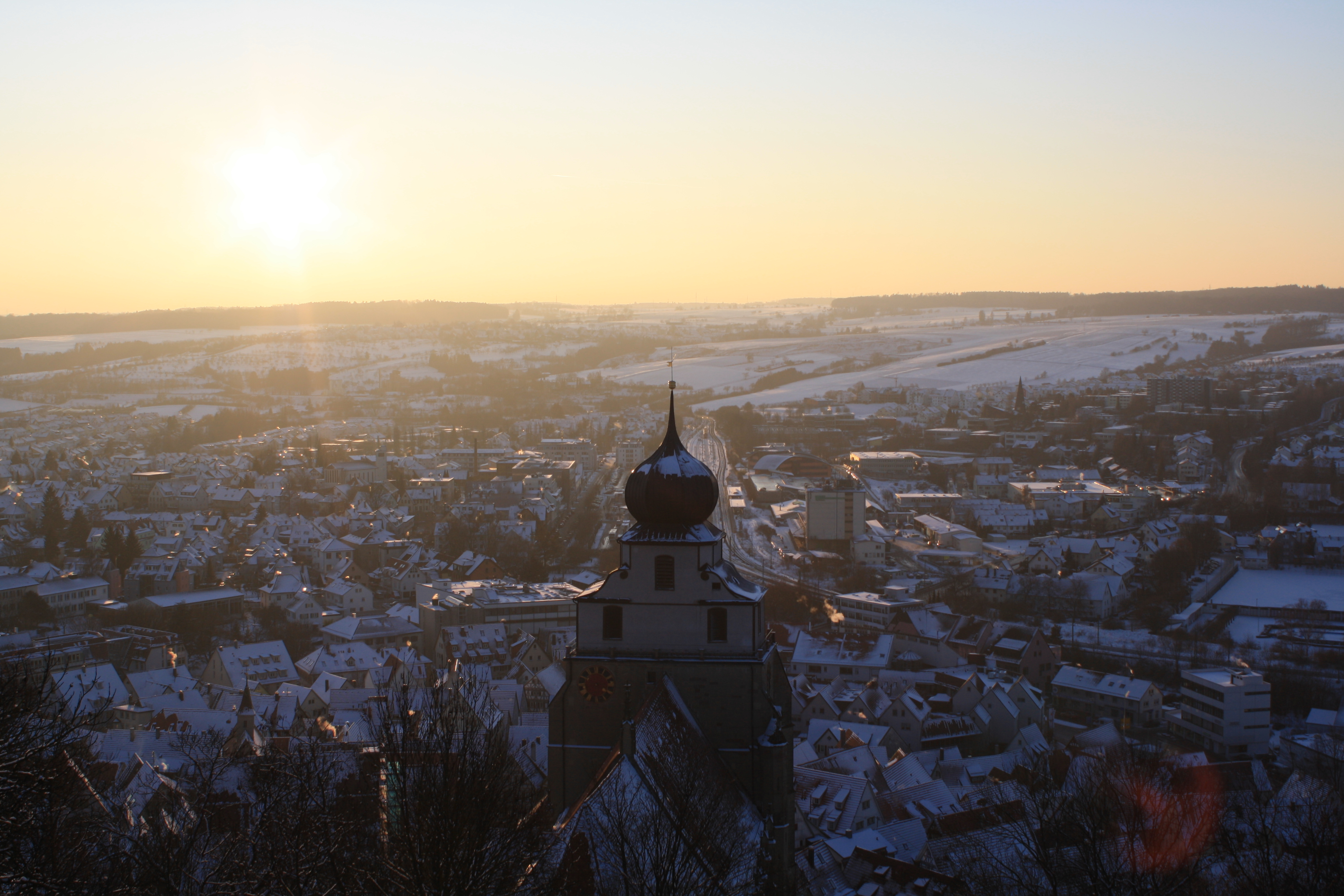
Blick vom Schlossbergturm über Herrenberg – unter anderem mit Stiftskirche Herrenberg und Altstadt

In der Burganlage steht auf dem Stumpf des einstigen Pulverturms der Aussichtsturm Schlossbergturm, dessen Bau ab 1957 eingeleitet wurde. Von seiner Aussichtsplattform fällt der Blick insbesondere hinab auf das am Schlossberg im Korngäu (Oberes Gäu) liegende Herrenberg. Die Fernsicht ist in westlichen Richtungen durch das Heckengäu (Hecken- und Schlehengäu) und in östlichen Richtungen durch den Schönbuch verstellt. Nach Südosten bis Süden fällt der Blick zur Schwäbischen Alb.
Unter dem Turm befindet sich tief in den Berg reichend ein rundgemauertes Verlies.

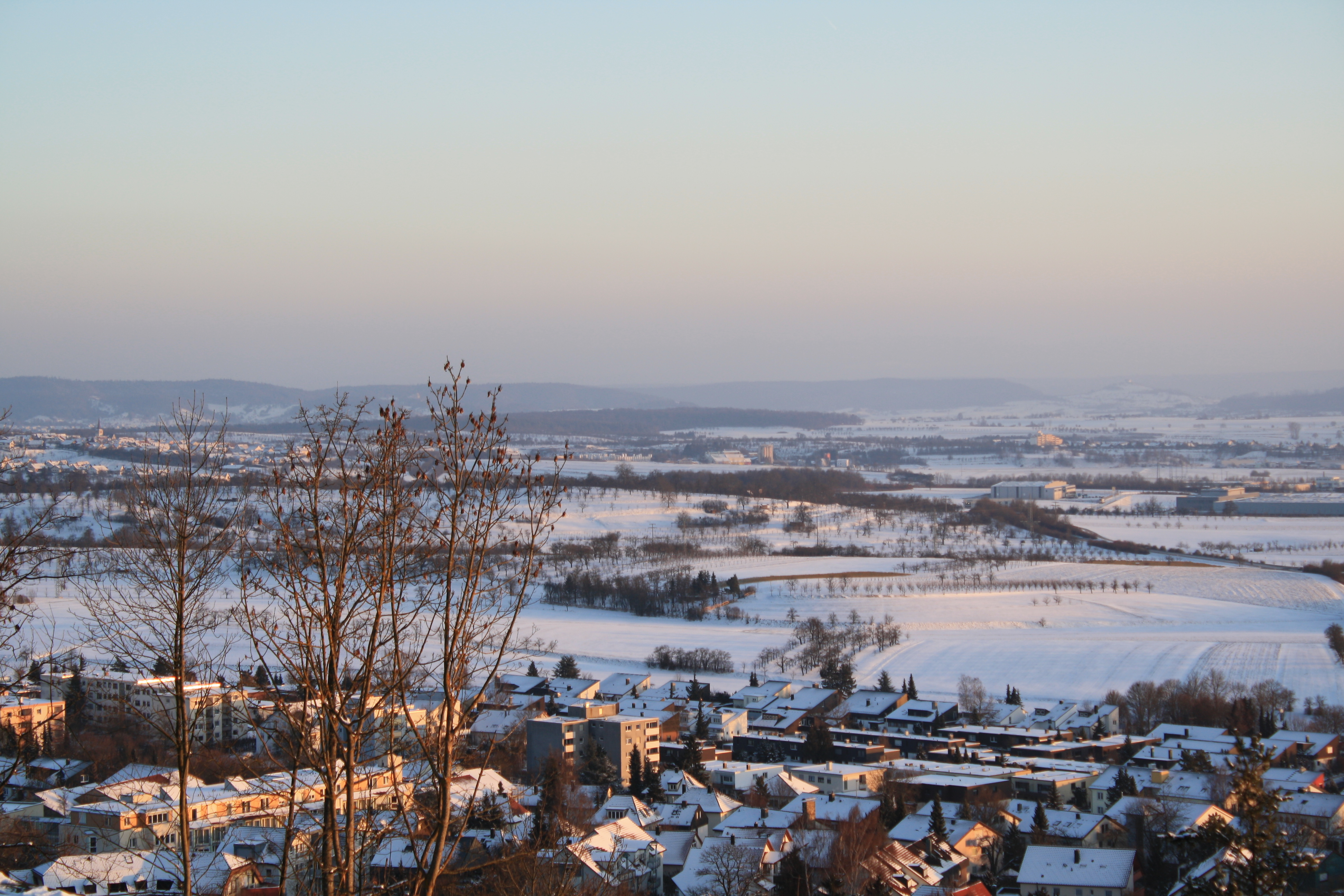
Blick über Herrenberg Richtung Jettingen und Nagold
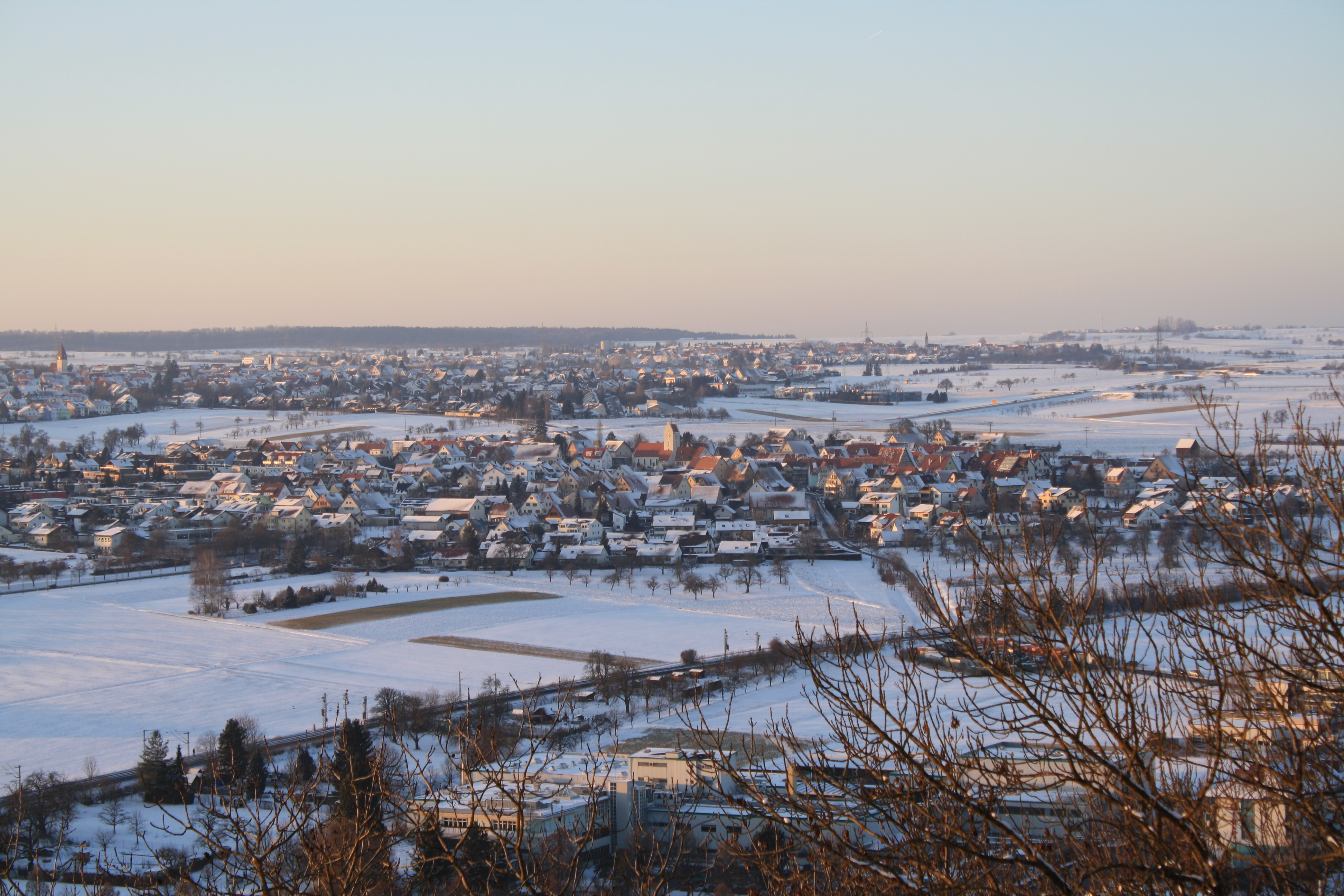
Blick auf Affstätt, Kuppingen und Oberjesingen
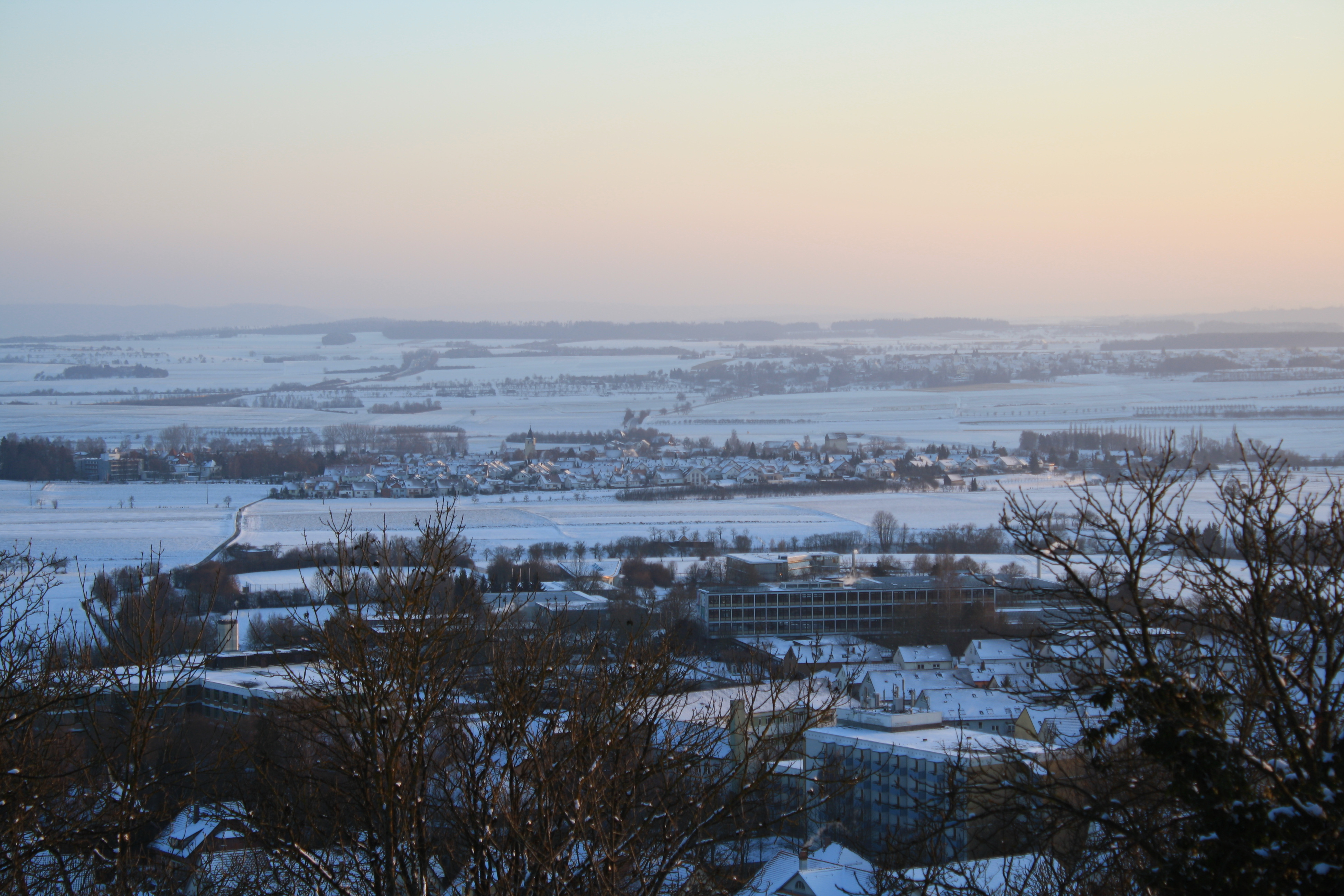
Blick auf das Gebiet Längenholz

### Schlosskeller

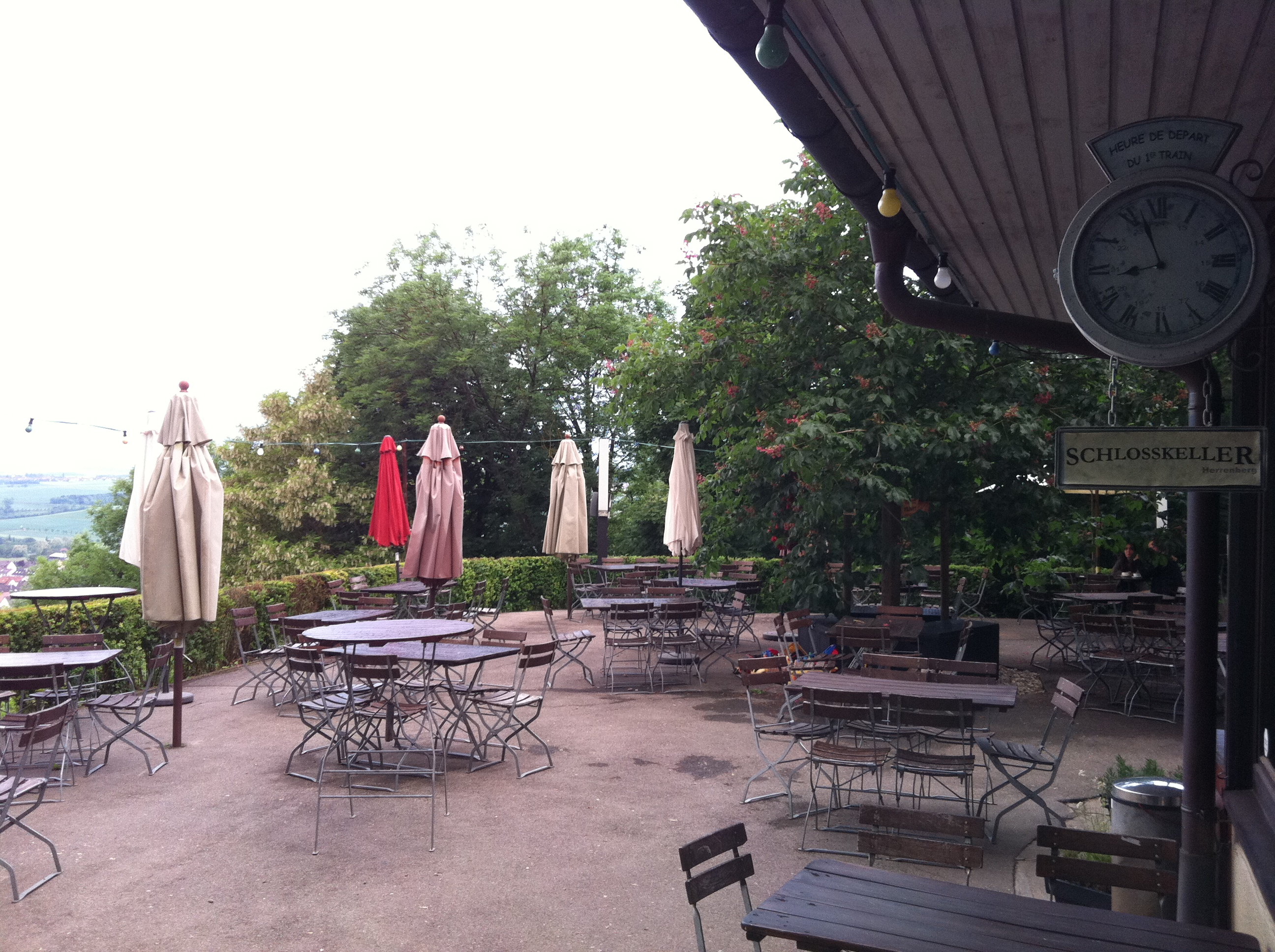
Schlosskeller

Ein Teil des alten Schlosskellers wurde für das Restaurant Schlosskeller aufbereitet. Somit steht Radfahrern, Wanderern und Spaziergängern eine Gaststätte am Schönbuchrand zur Verfügung. Ein separater Raum kann für Veranstaltungen auf dem Schlossberg gemietet werden.